# این لحظه را حس کن
حس این لحظه (به انگلیسی: Feel This Moment) ترانه‌ای از پیت بول به همراهی کریستینا آگیلرا است؛ که در ۱۸ ژانویه منتشر شده‌است؛ که سبک آن دنس-پاپ است.
ترانه‌سرای این ترانه آرماندو کریستین پرز، نصری، آدام مسینجر، کریستینا آگیلرا هستند؛ و تهیه‌کننده‌های این اثر شان مسینجر، نصری، سیر نولان، دی جی بادها هستند؛ و این ترانه چهارمین آهنگ آلبوم گرمایش جهانی است.
این آهنگ یک نمونه‌ای از آهنگ «نگاهی بر من» از ا-ها هست. این آهنگ به‌طور کلی بررسی مطلوبی از منتقدان موزیک دریافت کرده‌است. همچنین این آهنگ موفق بود. جز تاپ پنج در بسیاری از کشورها که شامل استرالیا، کانادا، سوئیس و انگلستان. در ایالات متحده و شماره ۸ درجدول ۱۰۰ آهنگ داغ بیلبورد شد. موزیک ویدیو آهنگ «حس این لحظه» توسط دیوید روسو کارگردانی شد و در ۱۵ مارس ۲۰۱۳ انتشار یافت. این آهنگ در جایزه ام تی وی ویدئو موزیک اواردز ۲۰۱۳ نامزد بهترین همکاری شد.
محتویات

## دربارهٔ آهنگ
در ۱۶ اکتبر ۲۰۱۲ سایت رسمی پیتبول لیستی از هنرمندانی که قرار بودند در آلبوم گرمایش جهانی حضور پیدا کنند بیرون داد که اگیلرا یکی از ان‌ها بود. ۱ دقیقه و ۳۷ ثانیه از این آهنگ آنلاین به بیرون درز کرد. در حالی که کل آهنگ در ۱۳ نوامبر ۲۰۱۲ به بیرون درز کرد.
پیتبول دربارهٔ همکاری با کریستینا اگیلرا در مصاحبه‌ای صحبت کرد:
'حس این لحظه' یکی از اهنگ‌های ضبط شده مخصوص است. همکاری با کریستینا اگیلرا یک افتخار و کسی که من خیلی بهش احترام می‌زارم. من فکر می‌کنم که 'حس این لحظه' یک آهنگ خوب خواهد بود زیرا یک نمونه بسیار قوی که همه با این آهنگ می‌خواهند برقصند؛ و زمانی که من میگم حس این لحظه به‌طور کلی یعنی احساس زندگی است.
ترانه‌سرای این ترانه آرماندو کریستین پرز، نصری، آدام مسینجر، کریستینا آگیلرا هستند.
و تهیه‌کننده‌های این اثر شان مسینجر، نصری، سیر نولان، دی جی بادها هستند.

## موزیک ویدئو
موزیک ویدئو این آهنگ برای بار اول در اکانت رسمی پیتبول در ویوو در ۱۵ مارس ۲۰۱۳ به کارگردانی دیوید روسو انتشار یافت. این ویدئو سیاه و سفید است. در این ویدئو صحنه‌های از تور سیاره پیت از پیتبول در شهرهای بزرگی که شامل پاریس، نیویورک، لس آنجلس و میامی می‌شوند مشاهده می‌شود. اگیلرا هم در این ویدئو با موهای فرفری و لباس سیاه حضور دارد. ویدئو این آهنگ بیش از ۱۱۲ میلیون بازدیدکننده دریافت کرده.
ویدئو این آهنگ به‌طور کلی بررسی‌های مثبتی دریافت کرد.

## اجراهای زنده

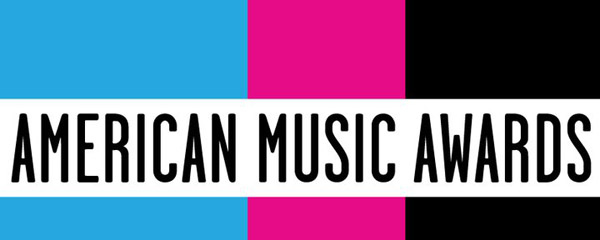
جوایز موسیقی آمریکا

پیتبول و اگیلرا نیمی از این آهنگ برای بار اول در ۱۸ نوامبر در مراسم جوایز موسیقی آمریکا ۲۰۱۲ اجرا کردند. در ۲۳ مارس این آهنگ را در جوایز انتخاب کودکان و نوجوانان اجرا کردند. کریستینا اگیلرا و پیتبول این آهنگ در جوایز موسیقی بیلبورد ۲۰۱۳ همراه یا یک مهمان ویژه مورتن هرکت از گروه ا-ها و در اصل کسی که آهنگ نگاهی بر من نوشت اجرا کردند.
پیتبول و کریستینا اگیلرا این آهنگ در قسمت آخر از فصل ۴ تلنت شو The Voice در ۱۸ ژوئن ۲۰۱۳ اجرا کردند.